# 立陶宛大公宮
立陶宛大公宮是位於立陶宛首都維爾紐斯的一座宮殿，屬於維爾紐斯城堡建築群的一部分。修建於15世紀，曾是立陶宛大公國的皇宫。大公宮曾是波蘭立陶宛聯邦的政治、行政和文化中心長達四個世紀，但在1801年被拆毀。2002年，大公宮開始重建，並在2009年7月6日開放。

## 外部連結
- The Palace of the Grand Dukes of Lithuania （页面存档备份，存于）
- Lithuanian Ducal Palace
- Restoration of Royal Palace （页面存档备份，存于）
- （立陶宛文） Fund Supporting Royal Palace

54°41′09″N 25°17′22″E / 54.68583°N 25.28944°E